# Анти-административная партия
Анти-административная партия (англ. Anti-Administration Party) — неофициальная историческая политическая партия в Соединенных Штатах, существовавшая в период с 1789 по 1792 год. Во главе анти-административной партии были Джеймс Мэдисон и Томас Джефферсон, выступавшие против политики первого министра финансов Александра Гамильтона во время первого президентского срока Джорджа Вашингтона. В отличие от федералистской партии, анти-административная имела неорганизованную политическую структуру. Большинство членов партии были антифедералистами которые выступали против ратификации Конституции США.
Несмотря на то, что современники часто называли политиков в оппозиции к Гамильтону «анти-федералистами», этот термин теперь рассматривается как неточный, поскольку несколько лидеров анти-административной партии поддержали ратификацию Конституции США, включая представителя Виргинии Джеймса Мэдисона.
После того, как Джефферсон принял руководство оппозицией в 1792 году, анти-административная партия стала официальной партией, известной как демократическо-республиканская партия.